# Eksjö (đô thị)
Đô thị Eksjö (Eksjö kommun) là một đô thị ở hạt Jönköping, phía nam Thụy Điển, với thủ phủ là thị xã Eksjö.
Đô thị hiện nay được lập năm 1971 khi thành phố Eksjö cũ được hợp nhất với 3 đô thị xung quanh.

## Các đơn vị dân cư trực thuộc
Có 6 khu vực đô thị (cũng gọi là Tätort hay đơn vị địa phương) tại đô thị Eksjö.
Bảng dưới đây liệt kê các đơn vị trực thuộc của đô thị này theo quy mô dân số thời điểm 31 tháng 12 năm 2005. Thủ phủ được bôi đậm.
| # | Địa phương   | Dân số |
| - | ------------ | ------ |
| 1 | Eksjö        | 9,676  |
| 2 | Mariannelund | 1.554  |
| 3 | Ingatorp     | 501    |
| 4 | Hult         | 473    |
| 5 | Hjältevad    | 345    |
| 6 | Bruzaholm    | 274    |

## Thành phố kết nghĩa
- Marstal, Đan Mạch
- Barlinek, Ba Lan